# Odorrana khalam
Odorrana khalam är en groddjursart som först beskrevs av Stuart, Orlov och Tanya Chan-ard 2005.  Odorrana khalam ingår i släktet Odorrana och familjen egentliga grodor. IUCN kategoriserar arten globalt som otillräckligt studerad. Inga underarter finns listade i Catalogue of Life.